# モンテ・ディ・マーロ
モンテ・ディ・マーロ（伊: Monte di Malo）は、イタリア共和国ヴェネト州ヴィチェンツァ県にある、人口約2,800人の基礎自治体（コムーネ）。

## 地理

### 位置・広がり

#### 隣接コムーネ
隣接するコムーネは以下の通り。
- コルネード・ヴィチェンティーノ
- マーロ
- サン・ヴィート・ディ・レグッツァーノ
- スキーオ
- ヴァルダーニョ

### 気候分類・地震分類
気候分類では、zona E, 2855 GGに分類される。
また、イタリアの地震リスク階級 (it) では、zona 2 (sismicità media) に分類される。

## 行政

### 分離集落
モンテ・ディ・マーロには、以下の分離集落（フラツィオーネ）がある。
- Faedo, Priabona, Calcara, Campipiani